# Comuna Åmål
Åmål (Åmåls kommun) este o comună din comitatul Västra Götalands län, Suedia, cu o populație de 12.229 locuitori (2013).

## Geografie

### Zone urbane
Lista celor mai mari zone urbane din comună (anul 2015) conform Biroului Central de Statistică al Suediei:
| Nr | Zona urbană | Pop.  |
| -- | ----------- | ----- |
| 1  | Åmål        | 9.373 |
| 2  | Tösse       | 346   |
| 3  | Fengersfors | 323   |

## Demografie
| \| Evoluția demografică în comuna Åmål, 1970–2015 \| Evoluția demografică în comuna Åmål, 1970–2015 \| Evoluția demografică în comuna Åmål, 1970–2015 \| Evoluția demografică în comuna Åmål, 1970–2015 \| Evoluția demografică în comuna Åmål, 1970–2015 \| \| ----------------------------------------------------------------------------------------------------- \| ---------------------------------------------- \| ---------------------------------------------- \| ---------------------------------------------- \| ---------------------------------------------- \| \| An \| \| \| Locuitori \| \| \| 1970 \| 1970 \| \| 13437 \| 13437 \| \| 1975 \| 1975 \| \| 13349 \| 13349 \| \| 1980 \| 1980 \| \| 13564 \| 13564 \| \| 1985 \| 1985 \| \| 13215 \| 13215 \| \| 1990 \| 1990 \| \| 13421 \| 13421 \| \| 1995 \| 1995 \| \| 13385 \| 13385 \| \| 2000 \| 2000 \| \| 12840 \| 12840 \| \| 2005 \| 2005 \| \| 12737 \| 12737 \| \| 2010 \| 2010 \| \| 12295 \| 12295 \| \| 2015 \| 2015 \| \| 12601 \| 12601 \| \| Sursa: SCB - Statistika Centralbyrån, Folkmängd efter region, civilstånd, ålder och kön. År 1968–2016 \| \| \| \| \| |      |  |           |       |
| Evoluția demografică în comuna Åmål, 1970–2015 |      |  |           |       |
| An |      |  | Locuitori |       |
| 1970 | 1970 |  | 13437     | 13437 |
| 1975 | 1975 |  | 13349     | 13349 |
| 1980 | 1980 |  | 13564     | 13564 |
| 1985 | 1985 |  | 13215     | 13215 |
| 1990 | 1990 |  | 13421     | 13421 |
| 1995 | 1995 |  | 13385     | 13385 |
| 2000 | 2000 |  | 12840     | 12840 |
| 2005 | 2005 |  | 12737     | 12737 |
| 2010 | 2010 |  | 12295     | 12295 |
| 2015 | 2015 |  | 12601     | 12601 |
| Sursa: SCB - Statistika Centralbyrån, Folkmängd efter region, civilstånd, ålder och kön. År 1968–2016 |      |  |           |       |